# 榎本温子
榎本 温子（えのもと あつこ、1979年11月1日 - ）は、日本の女性声優、ナレーター、歌手、ラジオパーソナリティ。フリー。東京都足立区出身。

## 来歴
子供の頃からアニメが好きであり、『ドラゴンボール』、『幽☆遊☆白書』、『らんま1/2』などを観ていた。その頃、これといった夢はなく、小学生の頃に将来の夢を書いていた時には、「アニメ関係の仕事につきたい」という曖昧なことを書いていた。姉が通っていた中学校を目指して小学1年生から塾に通い始めた。その後、その中学校には合格して進学。小学、中学時代の頃には、職業としての声優があることを知った。当時は最初のアニラジブームであり、アニラジ番組『ラジメーションMOONWAVE・ぼくの地球を守って』、『ここはグリーンウッド放送局』などの番組を聴いていた。その頃、声優がアニメの出演だけではなく、歌手としてCDをリリースしたり、ラジオのパーソナリティをしていることを見て、「そういうこともできる仕事なんだ」と中学生の時には漠然と声優を目指そうと思っていたという。
高校生になってからも、その気持ちは変わらず、一般公募の「特待生新人オーディション」を見つけて、「これに応募して受かったら声優を目指そう。受からなかったら目指すのはやめよう」、「これで受からないぐらいなら残っていけないだろうな」と思ったという。
最初に受けたのは高校1年生の時で、3000人くらい受けて最終まで残り、最終は20人ぐらいだったが、落選。その時に「ああ、こういう感じの人が受かるんだ」と思い、その後、再び勉強し、翌年、受けて、最終までは残ったが、落選。
「その事務所が別の新しい事務所を作るので、そこに入りませんか？」というお便りをもらい、高校生（吉祥女子中学校・高等学校）時代にオーディションを受け、アイムエンタープライズに所属。オーディションは親に内緒で受けていたため、事務所所属時に初めて親を説得していた。その時のレッスン費が月に5000円くらい必要だったが、「それは自分でアルバイトをして払うので、通わせてください」と言っていた。芸能関係の仕事だったことから「大丈夫なの？　だまされていない？」と心配されていたという。色々話して、高校卒業後、大学進学を条件に許してくれたという。
高校3年生の1月に文化放送のラジオ番組・ゲームの『ヴェクトライダーズ/いつか、重なりあう未来へ』のオーディションと、ゲーム『étude prologue 〜揺れ動く心のかたち〜』のオーディションを同時に合格して、そのゲームの制作発表の記者会見に出席し、デビュー。当時は記者会見はうれしかったが、何をしていたら正解なのかもわからず、戸惑いの連続だった。その翌週ぐらいにラジオ『超機動放送アニゲマスター』へゲスト出演、「オーディションに受かりました。4月から5分番組を始めます」のような報告をした。その際同じくゲストに庵野秀明がおり、榎本はテレビアニメ『新世紀エヴァンゲリオン』が好きだったことから「あ、庵野さんだー！」のような感じだった。半年後に『彼氏彼女の事情』に関わり不思議な縁を感じた。
その4月から放送された『超機動放送アニゲマスター』の5分番組で初めてのレギュラー番組に出演。
1998年、『彼氏彼女の事情』の主人公・宮沢雪野役でアニメデビュー。
大学に進学していたが、その後仕事が忙しくなり、2学期までしか行けずに休学したという。
2001年、主演を務めたアニメ『機動天使エンジェリックレイヤー』の主題歌『Be My Angel』でCDデビュー。
2005年9月、アイムエンタープライズから81プロデュースへと移籍。2006年2月『ふたりはプリキュア Splash Star』に出演、移籍後初主演となる。また、サポーターズコミュニティーサイトBEWEにて、サポーターズクラブ「Rainy Lady Palace」を2006年2月10日に開設した。
2007年6月6日にミニアルバム『Rainbow』以来、約3年ぶりとなる個人名義のマキシシングル『ココロレーダー/Good Luck Good Day』を発売し、同年12月22日には声優デビュー10周年記念本として「ユメノユクエ」を発売した。
2005年9月から所属していた81プロデュースを2015年6月末をもって退所。
2016年3月7日、石井マークとの結婚を発表したが、2018年8月9日に離婚したことを自身のTwitterにて発表した。
2023年　現在、アベプラのナレーターとして活動している。

## 人物
1979年、3人姉妹の末っ子として生まれる。父親が50歳の時に生まれ、17歳と14歳離れた姉がおり「母親が3人いる感じ」だった。父親は経営コンサルタントをしていた。母は、保母をしていたが、榎本の誕生後は、その仕事を辞めて、パートをしていた。姉は、ピアノの先生で榎本も3歳から13歳まで、週に1回ピアノを習っていた。家では教えてもらえたが、姉が先生だったことから、全然練習しなかった。しかし、楽譜が読めるくらいにはなった。もう1人の姉もピアノを習っていたことから、多少弾けるといい、姉の夫も音楽関係で、榎本の母はミュージカルが好きで、榎本の父は映画音楽が好きで、音楽にあふれていた一家だった。そろばん、スケート、スキー、水泳、体操クラブと常に習い事をし、榎本が公式プロフィールで趣味特技としている茶道は小学校1年生の頃から続けているという。オタクと雨女としても有名。
中学2年生の時はバドミントン部に所属していたが、真面目にしていなかった。短距離走は速かったため、中学時代はリレーの選手もしていた。ただし、中学の部活はハードで皆で一緒のことをするのは少し恥ずかしい感じもあったため、あまりスポーツに興味はなかった。高校1年生の時は演劇部に所属していた。当時の部員は全部で6人ぐらいおり、先輩が2〜3人いたが、すごいギャルで少し怖かった。ある日、文化祭に向けて朗読劇をやることになり、夏休み練習で学校に行っていたところ、先輩がドレッドヘアーになっていた。夏休みが終わる頃にその先輩が「お父さんに怒られて坊主にされちゃったー」と坊主になりカツラで学校に来ていた。演劇部では朗読劇するぐらいしか人数もいなかったことから、当時の思い出は、ドレッドだという。高校3年生の5月末ぐらいから、初めてアルバイトを始めて、当時は近所のコンビニでアルバイトを週に3回、月に2万円稼げるくらいしていた。
声優以外で、なりたかった職業は英語が好きだったことから海外に行く仕事をしたかったという。
オリジナルの挨拶に「ぱっきゅんわ」がある。これはラジオ番組『ヴェクトライダーズRadio Someday』でパーソナリティをともに務めていた長沢美樹のオリジナル挨拶「がっつんわ」を元にしている。
本人から直筆サイン入りの返事が来る企画を、サポーターズクラブ「Rainy Lady Palace」主導で行っている（往復はがきフェア）。このサインは1枚1枚榎本の手書きである。返事の到着時期は2006年が2月、2007年が3月であった。そのためサイン以外のイラストが、それぞれバレンタイン、雛祭りとなっていた。

### 交友関係
自身と同時期にデビューした山本麻里安とは親友であり、2004年には合同自主企画「聖マリオン学院」を行ったりコラボレーションアルバム『HONEY』をリリースするなどしている。また、桑谷夏子を加えて3人でバレンタインイベントを開催したこともある。
『ふたりはプリキュア Splash Star』で共演した樹元オリエとも度々親交を深めており、サポーターズクラブ「Rainy Lady Palace」のブログに登場したり、また逆も少なくない。お揃いの服などもよく買っており、その親密ぶりは本人のツイッターなどにおいても再三語られており、樹元オリエとその夫の稲垣理一郎や子供たちと家族ぐるみの付き合いをしている。また同番組の主題歌歌手である五條真由美、うちやえゆかとも交流を持ち、この付き合いは後に「よにんでSUPER☆TEUCHI☆LIVE」というライブイベントへと発展することとなった。

### 仕事に対する姿勢
アイムエンタープライズに8年間在籍していたが、2005年9月から81プロデュースに移籍。本人の公式サイト上（「〜Chelsea〜」）では「何年もかかって決めたこと」と明確には書かれていなかったが、著書『ユメノユクエ』によると「当初はアイドル事務所をやろうと思ってアイムを始めたわけではなかった。（当時はまだ出来たばかりの事務所だったので）新しい事務所を業界の中に浸透させるのが大変だった。アイドル的なことが雑誌などで取り上げられたおかげで、アイムという事務所を世間に覚えてもらえてアイム祭というイベントも出来た。この先活動を続けていく上でアイドルというのは寿命があるなともちろん思っているし、私は役者になりたくて声優の世界に入ってきたのでこの先のことを考えて移籍する」と語った。
上記の理由より、歌手として活動していることには長らくの葛藤があったようで、そのことに対してデビュー当初より「自分の知らない自分が独り歩きをしている」ように感じ、恐怖していたという。しかし、五條とうちやえとの出会いによって歌に対しての認識が改まり「私は、私に歌える歌を歌おう。声優として歌を歌おう」という心持ちを得たとする。
声優の中でも演技者としての誇りを人一倍に抱いており、同時に関連専門職に対しても尊敬の念を欠かさない人物であるが、それ故に、それら職業の「専門性」にも一家言を抱いており、いまだに自らを「未熟」と称する厳しさを持つ。そのため、2013年6月16日に堀江貴文が行った声優の専門職性を疑問視するツイートに対して反論のツイートを放ち、緒方恵美にとりなされて軽い騒ぎとなった。
声優業界についてメディア取材を受けた際「声優はアニメ出演だけでは食べていけない」と証言した。
独立以後は声優の他にもTVやネットメディアのナレーション、YouTuberとして活動を広げている。

### バーチャルYouTuberとして
2021年8月17日、自身のYouTube生配信にて、3Dキャラクター制作ソフトウェア「VRoid Studio」での3Dアバター自作に挑戦。視聴者の協力を得ながら4時間で完成させ、「てんこえちゃん」と命名した(ナレーションの仕事で「天の声」を担当したことに由来)。その後は『榎本桃井のエモエモ90's』を中心にアバターでの配信を行うようになったが、生身の姿とのキャラクター分けは特に行っておらず、配信目的に応じて使い分けている(本人曰く「毎回1時間くらいかかるメイクの手間が要らなくて楽」)。自身がナレーションを務める「ABEMA Prime」でも、バーチャル関連の話題が扱われる際にアバター出演することがある。

## 出演
太字はメインキャラクター。

### テレビアニメ
1998年
- 彼氏彼女の事情（宮沢雪野）

1999年
- KAIKANフレーズ（雪村愛音）
- 課長王子（コトコ）
- 鋼鉄天使くるみ（1999年 - 2001年、くるみ / くるみ2式）- 2シリーズ
- スージーちゃんとマービー（ムギコ・バビィ）

2000年
- アルジェントソーマ（オペレーター、スカーレット）
- 銀装騎攻オーディアン（藍原ナンナ）
- 幻想魔伝 最遊記（美朋）
- だぁ!だぁ!だぁ!（2000年 - 2002年、小西綾、ミドレ川、マリ山）
- ポケットモンスター（ミキ、クルミ）

2001年
- 機動天使エンジェリックレイヤー（鈴原みさき）
- キャプテン翼（中沢早苗）
- The Soul Taker 〜魂狩〜（秋葉恵）
- それいけ!アンパンマン（妖精リーフ〈初代〉）
- チャンス〜トライアングルセッション〜（青山ユウキ）
- ナジカ電撃作戦（葛城梓）
- ヒカルの碁（奈瀬明日美）
- ベイビーフィリックス（ミミ）

2002年
- アソボット戦記五九（紫苑）
- ぱにょぱにょデ・ジ・キャラット（リンナ・キャラット）
- .hack//SIGN（A-20）
- バロムワン（杉野ゆう子）

2003年
- ギャラクシーエンジェル（第3期）（A子）
- デ・ジ・キャラットにょ（リンナ・キャラット）
- ポケットモンスター サイドストーリー（クルミ）
- 無限戦記ポトリス（カロス）

2004年
- 流星戦隊ムスメット（早乙女マルシア / オトメマゼンダ）

2005年
- ガラスの仮面（田淵エミ）
- ガンパレード・オーケストラ（辻野友美）
- Canvas2 〜虹色のスケッチ〜（望月笙子）
- ケロロ軍曹（ケロッとマーチエネルギー〈巨大女〉）
- スターシップ・オペレーターズ（麻耶アキホ）
- それゆけ! 外道乙女隊（北華音子）
- ポケットモンスター アドバンスジェネレーション（ヒナタ）

2006年
- おねがいマイメロディ 〜くるくるシャッフル!〜（遠野畑子）
- 鍵姫物語 永久アリス輪舞曲（大神ミカ）
- Gift〜eternal rainbow〜（浅川瀬奈）
- ギャラクシーエンジェる〜ん（ナツメ・イザヨイ）
- 銀魂（2006年 - 2018年、若い頃のお登勢〈寺田綾乃〉）- 3シリーズ
- スパイダーライダーズ 〜オラクルの勇者たち〜（エメラルド）
- .hack//Roots（Bセット）
- パンツコインちゃん（コイン）
- ふたりはプリキュア Splash☆Star（美翔舞 / キュアイーグレット / キュアウィンディ）
- 僕等がいた（竹内文香）
- MÄR-メルヘヴン-（ネプトゥーン）
- ラブゲッCHU 〜ミラクル声優白書〜（仲村夕海）

2007年
- 風の少女エミリー（ローダ）
- CLANNAD（2007年 - 2009年、宮沢有紀寧）- 2シリーズ
- D.Gray-man（ミミ）
- ぷるるんっ!しずくちゃん（2007年 - 2008年、ラブさん）- 2シリーズ

2008年
- GUNSLINGER GIRL -IL TEATRINO-（トリエラ）
- きらりん☆レボリューション（遠藤マキ）
- ゴルゴ13（バニッサ）
- スキップ・ビート!（高園寺絵梨花）
- スケアクロウマン（アリス）
- 素敵探偵ラビリンス（月蔭樹生）
- テレパシー少女 蘭（星花月菜）
- のらみみ2（ナナコ）
- ポケットモンスター ダイヤモンド&パール（ヒナタ）
- MAJOR シリーズ（2008年 - 2010年、陣内アリス）- 2シリーズ

2009年
- ヴァイス・サヴァイヴR（しずる）
- エレメントハンター（キアラ・フィリーナ）
- 極上!!めちゃモテ委員長（姫乃華恋）
- 絶叫学級（黄泉）

2010年
- パンティ&ストッキングwithガーターベルト（美香）
- 名探偵コナン（副島栞）

2011年
- カードファイト!! ヴァンガード（2011年 - 2020年、先導エミ） - 10シリーズ

2012年
- パパのいうことを聞きなさい!（敵〈幹部〉）

2013年
- みにヴぁん（2013年 - 2016年、先導エミ、CEOアマテラス、バトルシスター ここあ、大鍋の魔女 ローリエ、オーロラスター コーラル） - 2シリーズ
- LINE OFFLINE サラリーマン（サリー）
- LINE TOWN（2013年 - 2014年、サリー）

2014年
- ガンダムビルドファイターズトライ（担任）
- ハピネスチャージプリキュア!（キュアイーグレット）

2015年
- ポケットモンスター XY（ベリー）

2016年
- ファンタシースターオンライン2 ジ アニメーション（ラッピー、サヤカ、プリン）

2021年
- かぎなど（2021年 - 2022年、宮沢有紀寧） - 2シリーズ

2022年
- 令和のデ・ジ・キャラット（リンナ・キャラット）

2023年
- キボウノチカラ〜オトナプリキュア'23〜（美翔舞）

### 劇場アニメ
2002年
- ギルステイン（サビ・スアド）

2006年
- 映画 ふたりはプリキュア Splash Star チクタク危機一髪!（美翔舞 / キュアイーグレット / キュアウィンディ）

2008年
- 劇場版MAJOR メジャー 友情の一球（陣内アリス）
- ちょ〜短編 プリキュアオールスターズ GoGoドリームライブ!（美翔舞 / キュアイーグレット / キュアウィンディ）

2009年
- 映画 プリキュアオールスターズDX みんなともだちっ☆奇跡の全員大集合!（美翔舞 / キュアイーグレット / キュアウィンディ）

2010年
- 映画 プリキュアオールスターズDX2 希望の光☆レインボージュエルを守れ!（美翔舞 / キュアイーグレット / キュアウィンディ / ウィンディイーグレット）

2011年
- 映画 プリキュアオールスターズDX3 未来にとどけ! 世界をつなぐ☆虹色の花（美翔舞 / キュアイーグレット / キュアウィンディ / ウィンディイーグレット）

2014年
- 劇場版 カードファイト!! ヴァンガード ネオンメサイア（先導エミ）
- 映画 プリキュアオールスターズNewStage3 永遠のともだち（美翔舞 / キュアイーグレット）

2015年
- サイボーグ009VSデビルマン（サッちゃん）

2018年
- 映画 HUGっと!プリキュア♡ふたりはプリキュア オールスターズメモリーズ（美翔舞 / キュアイーグレット）

### OVA
2000年
- AMON デビルマン黙示録（牧村美樹）
- 銀河英雄伝説外伝 決闘者（サビーネ・フォン・リッテンハイム）
- 鋼鉄天使くるみ（2000年 - 2001年、くるみ） - 2シリーズ
- メーテルレジェンド（エメラルダス）

2001年
- ぷにぷに☆ぽえみぃ（我々守みつき）

2002年
- ナースウィッチ小麦ちゃんマジカルて（2002年 - 2004年、秋葉恵）- 2シリーズ

2003年
- アクエリアンエイジSagaII〜Don't forget me…〜（厳島美晴）
- .hack//SIGN（ミストラル）

2004年
- 東京大学物語（水野遙）
- ねとらん者 THE MOVIE（乱奈）
- Memories Off 3.5 祈りの届く刻（花祭果凛）

2005年
- 魔女っ娘つくねちゃん（シオレッタ）

2007年
- .hack//G.U. Returner（アイナ）

2008年
- .hack//G.U. TRILOGY（アイナ）

2017年
- Landreaall（イオン・ルッカフォート） - 単行本29巻限定版DVD

### Webアニメ
- イヴの時間（2008年、カヨ）
- 桜姫華伝（2009年、桜姫）少女漫画雑誌『りぼん』VOMIC
- 花のずんだ丸（2013年[39]）
- Bonjour♪恋味パティスリー（2014年、三ノ宮椿[40]）
- マスター・オブ・トルク（2014年、御影真希奈[41]）
- みにヴぁん ら〜じ（2021年 - 2022年、先導エミ） - 2シリーズ

### ゲーム
1998年
- étude prologue 〜揺れ動く心のかたち〜（藤乃梓） - セガサターン版

1999年
- いつか、重なりあう未来へ（ヴィオレ）
- エスピオネージェンツ（セーラ・ルーリア）

2000年
- レインボーアイランド〜パティーズ☆パーティー〜（ノーティ）
- ドッチメチャ（エピリ、ワルビー）

2001年
- ギガウイング2（リミ＝セネカ） - ドリームキャスト版
- 機動天使エンジェリックレイヤー みさきと夢の天使達（鈴原みさき）
- Canvas 〜セピア色のモチーフ〜（美咲彩） - 家庭用版
- ドキドキプリティリーグ Lovely Star（紫央崎夏芽）
- Tomak〜Save the Earth〜Love Story（エビアン）
- 指極星（ステラ・アステール ）

2002年
- .hack Vol.1 - 4（2002年 - 2003年、ミストラル） - 4作品
- 機甲兵団J-PHOENIXシリーズ（マイ・キサラギ、ユイ・キサラギ）
- ロマンスは剣の輝きII〜銀の虹をさがして〜（シャロン・エステル）

2003年
- アークザラッド 精霊の黄昏（デルマ）
- スターオーシャン Till the End of Time（ソフィア・エスティード、アミーナ・レッフェルド）
- ボボボーボ・ボーボボ ハジけ祭（ビュティ、スズ、田楽マン、デスマスク）
- ルパン三世 海に消えた秘宝（リアナ）

2004年
- アークザラッドジェネレーション（デルマ）
- スターオーシャン Till till End of Time ディレクターズカット（ソフィア・エスティード、アミーナ・レッフェルド）
- 転生學園幻蒼録（那須乃美沙紀）
- Memories Off 〜それから〜（花祭果凛）

2005年
- 陰陽大戦記 覇者の印（ミカミ）
- サモンナイトエクステーゼ 夜明けの翼（エイナ）
- ツキヨニサラバ（アリス）
- ファイアーエムブレム 蒼炎の軌跡（ミスト）

2006年
- ガンパレード・オーケストラ 青の章 〜光の海から手紙を送ります〜（辻野友美）
- Gift -prism-（浅川瀬奈）
- GALAXY ANGEL II 絶対領域の扉（ディータ）
- CLANNAD（宮沢有紀寧）
- 転生學園月光録（那須乃美沙紀）
- .hack//G.U.（2006年 - 2017年、アイナ、田島ミチル） - 4作品
- Memories Off 〜それから again〜（花祭果凛）
- ふたりはプリキュア Splash Star パンパカゲームでぜっこうちょう!（美翔舞 / キュアイーグレット / キュアウィンディ）

2007年
- GALAXY ANGEL II 無限回廊の鍵（ナツメ・イザヨイ）
- 小さな王様と約束の国 ファイナルファンタジー・クリスタルクロニクル（チャイム）（ジャンプフェスタ2008で公開されたトレーラーのみ。）

2008年
- Yes!プリキュア5 Go Go! 全員しゅーGO! ドリームフェスティバル（美翔舞 / キュアイーグレット / キュアウィンディ）
- アヴァロンコード（ミエリ）
- リクとヨハン 〜消えた2枚の絵〜（ティアナ）
- ルクス・ペイン（神代ヤヨイ）

2009年
- GALAXY ANGEL II 永劫回帰の刻（ナツメ・イザヨイ）

2010年
- ゲームブックDS アクエリアンエイジ Perpetual Period（二階堂優芽）
- .hack//Link（ミストラル、アイナ、Bセット）

2012年
- ファンタシースターオンライン2（ノワル・ドラール、アトッサ）

2013年
- カードファイト!! ヴァンガード ライド トゥ ビクトリー!!（先導エミ）
- ロミオVSジュリエット（バルサザー＝アクイラ）

2014年
- 俺タワー -Over Legend Endless Tower-（フォークリフト、タンクローリー、インパクトクラッシャー、高圧洗浄機）
- カードファイト!! ヴァンガード ロック オン ビクトリー!!（先導エミ）
- ドーリィ♪カノン ドキドキ♪トキメキ♪ ヒミツの音楽活動スタートでぇ〜す!!（桜木美鈴）
- ロミオ&ジュリエット（バルサザー＝アクイラ）
- リング☆ドリーム 女子プロレス大戦（フリーザー片倉）
- LINE レンジャー（サリー）

2015年
- 不思議のクロニクル 振リ返リマセン勝ツマデハ（ナミィ）
- LINE ブラウンファーム（サリー）

2016年
- .hack//New World（ミストラル、キラリ）

2017年
- スターオーシャン:アナムネシス（ソフィア・エスティード）
- ファイアーエムブレム ヒーローズ（ミスト）

2018年
- 銀魂乱舞（お登勢〈若い頃〉）
- プリキュア つながるぱずるん（美翔舞 / キュアイーグレット）
- LINE リトルナイツ（サリー）

2019年
- カードファイト!! ヴァンガード エクス（先導エミ）
- LINE ブラウンストーリーズ（サリー）
- ゴシックは魔法乙女〜さっさと契約しなさい!〜（リンナ・キャラット / りんな）

2020年
- ファイナルファンタジー・クリスタルクロニクル リマスター（チャイム） - DLC追加キャラクター
- ドールズフロントライン（トリエラ）

2023年
- ぷよぷよ!!クエスト（美翔舞 / キュアイーグレット / キュアウィンディ）
- 北斗の拳 LEGENDS ReVIVE（アイリ）

### ドラマCD
- カオシックルーン（クマリ）
- アクエリアンエイジ ゲームブック企画会議〜メインヒロインの座を狙え!〜（二階堂優芽）
- てるてる×少年（2003年、御城紫信）
- りょー子先生の診療室〜悩める子羊には愛のムチよ〜（2004年）
- アクエリアンエイジ7周年記念ドラマCD 後編（2006年、東海林光）
- Landreaallシリーズ（2006年 - 2012年、イオン・ルッカフォート）
  - 1 - 3
  - ミュージアム・バルへようこそ
  - 漫画19巻限定版特別付録ドラマCD、20巻記念ミニドラマCD
- CLANNAD 光見守る坂道で 第3巻第1話（2007年、宮沢有紀寧）
- アクエリアンエイジ10thアニバーサリードラマCD（2009年、東海林光）
- SKET DANCE（2009年、丹生美森）
- 羊くんならキスしてあげる☆ ドラマCD（2009年、永原羊）
- 81プロデュースオリジナルドラマCD Prologue End〜どんなに離れてたって傍にいるから〜（2010年、海藤那月）
- アクエリアンエイジ 望刻の塔 スペシャルボックス同梱ドラマCD（2010年、二階堂優芽）

### コンテンツ
- プレイングドラマ『羊くんならキスしてあげる☆』（2007年、永原羊）
- 声優 榎本温子のてんこえ堂 ASMR音声作品『のじゃロリ狐の恩返し耳かき』（2024年、狐々呂）
- 声優 榎本温子のてんこえ堂 ASMR音声作品『脳トロいちゃあま溺愛耳かき』（2024年、同棲彼女）
- UNICORN MAGIC ASMR作品『吸血鬼お嬢様と女執事』（2024年、リリア）

### 吹き替え

#### 映画
- 少林サッカー インターナショナル版（2002年、ブレードシスターズ・妹〈セシリア・チャン〉）
- ハイスクール・ミュージカル（2006年、ケルシー・ニールセン〈オレーシャ・ルーリン〉）
- ハイスクール・ミュージカル2（2007年、ケルシー・ニールセン〈オレーシャ・ルーリン〉）
- ハイスクール・ミュージカル/ザ・ムービー（2009年、ケルシー・ニールセン〈オレーシャ・ルーリン〉）

#### アニメ
- バットマン:ブレイブ&ボールド（2009年、ミセス・マンフェイス）

### ボイスオーバー
- ありえへん世界∞世界3時間SP[52]
- 世界ふれあい街歩き[53]
- バイキング（2017年、フジテレビ）
- インテリが知らない世界のおバカ疑問（日本テレビ、2017年8月26日）
- 世界100か国の生活あるあるインタビュー 百聞！ザ・ワールド（2017年10月28日、中京テレビ）
- 世界を救え!サムライバスターズ〜最恐生物一斉討伐SP!〜（2017年12月24日、テレビ東京）
- 有吉反省会（2017年、日本テレビ）
- 緊急！公開大捜索'18秋

### ナレーション
- NOTTV ファミ通TV (天の声、2012年4月19日 - 2013年9月27日)
  - 番組内ミニコーナーでは茶道講師として顔出し出演。
- 日本テレビ 雑´sジャパン
- TBSチャンネル『元乃木坂46中田花奈麻雀ガチバトル！ かなりんのトップ目取れるカナ？』（ナレーター、2020年1月26日 - ）
  - 2020年11月21日には対局者として出演。
- AbemaTV内AbemaNewsチャンネル AbemaPrime 火曜日・金曜日担当

### ラジオ
※はインターネット配信。
1990年代
- エチュード学園7つのタマゴたち（1998年、文化放送『超機動放送アニゲマスター』内）
- 榎本温子 明日のダイアリー（1998年、文化放送『超機動放送アニゲマスター』内）
- ヴェクトライダーズRadio Someday（1998年 - 1999年、文化放送）
- VOICE CREW（1999年 - 2000年、FM NACK5）
- 超機動放送アニゲマスター（1999年 - 2003年・2017年11月特番、文化放送ほか）
- 榎本温子のらじお・む〜（1999年 - 2003年、BSQR489）

2000年代
- air marine〜ドラゴンファンタジー〜（2002年、文化放送）
- 王立温泉ルリルラ（2003年 - 2004年、文化放送ほか）
- アクエリTV（2004年 - 2013年、音泉）
- らぶげ魂 外道乙女隊放送局（2005年、音泉）
- .hack//G.U.RADIO ハセヲセット（2006年 - 2007年、文化放送）
- あっちゃんとゆりしーのE☆2らじ（2006年 - 2007年、文化放送・音泉）
- あっちゃんとゆりしーのE☆2らぢZ（2007年、文化放送・音泉）
- あつことまりあのマリオン学院 放送部!（2008年 - 2012年、BBstation）
- 榎本温子の声優・文化研究所（2009年 - 2011年、文化放送『A&G 超RADIO SHOW〜アニスパ!〜』内）
- カオスオンラインスタジオ 〜カオスタ〜（2009年 - 2011年、HiBiKi Radio Station）

2010年代
- 榎本温子の『キラキラ☆ドール』（2016年[54]、Blue-Radio.com）

### ラジオドラマ
- VOMIC 桜姫華伝（2009年、桜姫）
- VOMIC 桜姫華伝 外伝 朝霧雪伝（2010年、桜姫）

### Web番組
- PSO2放送局（ニコニコ生放送、固定ゲスト）

### テレビドラマ
- ボイスラッガー（1999年、ツェドゥアの妖精）

### Vシネマ
- 温泉タマゴ〜湯けむり奇談〜（2004年、由那）

### 舞台
- ファンタシースターオンライン2 -ON STAGE-（青山劇場、2014年12月4日 - 7日）- ニコ生PSO2放送局メンバー・榎本温子 役
- 萬腹企画「恋愛疾患特殊医療機 a-Xブラスター」（シアターグリーン BOX in BOX THEATER、2018年1月11日 - 14日）- 白鷺・シャルルマーニュ 役
- 萬腹企画「V-e ヴォイス・エレメント」（上野ストアハウス、2019年9月4日 - 9月8日）

### その他
- あの歌がきこえる

## ディスコグラフィ

### シングル
| 枚      | 発売日        | タイトル                           | 規格品番   | オリコン 最高位 |
| ------- | ------------- | ---------------------------------- | ---------- | --------------- |
| 1st     | 2001年5月3日  | Be My Angel                        | AVCA-14145 | 47位            |
| 2nd     | 2002年3月13日 | HAPPY!SMILE!HELLO!                 | AVCA-14309 | 86位            |
| 3rd     | 2002年5月9日  | Keep on Going                      | AVCA-14376 | 67位            |
| 4th     | 2007年6月6日  | ココロレーダー/Good Luck Good Day  | FRCA-1179  | 圏外            |
| 配信1st | 2024年3月18日 | my meteor shower                   |            |                 |
| 配信2nd | 2024年7月24日 | フライディ・チャイナタウン (Cover) |            |                 |

#### コラボレーション・シングル
| 枚  | 発売日        | タイトル     | 規格品番 | 名羲                 |
| --- | ------------- | ------------ | -------- | -------------------- |
| 1st | 1999年5月28日 | ONEWAY RADIO | KICA-462 | 保志総一朗・榎本温子 |

### アルバム
| 枚      | 発売日        | タイトル        | 規格品番   |
| ------- | ------------- | --------------- | ---------- |
| 1st     | 2002年8月16日 | Touch My Heart  | AVCA-14443 |
| 2nd     | 2004年2月11日 | A HOUSE OF LOVE | AKCJ-80039 |
| 3rd     | 2004年3月10日 | Private Heaven  | AKCJ-80040 |
| 1stミニ | 2004年9月15日 | Rainbow         | IOCD-11054 |

#### コラボレーション・アルバム
| 枚  | 発売日         | タイトル       | 規格品番   | 名羲                 |
| --- | -------------- | -------------- | ---------- | -------------------- |
| 1st | 2004年12月15日 | HONEY          | AKCJ-80044 | 榎本温子・山本麻里安 |
| 2nd | 2007年12月26日 | CoCo☆HONEYMOON | AKCJ-81015 | 榎本温子・山本麻里安 |

### 映像作品

#### ライブ映像
| 枚  | 発売日        | タイトル                                             | 規格品番   |
| --- | ------------- | ---------------------------------------------------- | ---------- |
| 1st | 2004年6月30日 | LIVE A HOUSE OF LOVE                                 | AKBJ-82007 |
| 2nd | 2004年9月15日 | 榎本温子 CONCERT 2004 Private Heaven in SHIBUYA BOXX | IOBD-15015 |

### タイアップ曲
| 楽曲               | タイアップ                                                       | 時期   |
| ------------------ | ---------------------------------------------------------------- | ------ |
| Be My Angel        | テレビアニメ『機動天使エンジェリックレイヤー』オープニングテーマ | 2001年 |
| HAPPY!SMILE!HELLO! | テレビアニメ『ぱにょぱにょデ・ジ・キャラット』オープニングテーマ | 2002年 |
| Keep on Going      | テレビアニメ『キャプテン翼（平成版）』3rdエンディングテーマ      | 2002年 |
| Take your wings    | テレビアニメ『キャプテン翼（平成版）』イメージソング             | 2002年 |
| ココロレーダー     | CR『CRうる星やつら3』テーマソング                                | 2007年 |
| Good Luck Good Day | CR『CRうる星やつら3』テーマソング                                | 2007年 |

### キャラクターソング
| 発売日   | 商品名 | 歌                                                                                   | 楽曲                                                                                | 備考                                                                                  |
| 1998年   | 1998年 | 1998年                                                                               | 1998年                                                                              | 1998年                                                                                |
| -------- | --- | ------------------------------------------------------------------------------------ | ----------------------------------------------------------------------------------- | ------------------------------------------------------------------------------------- |
| 11月27日 | 夢の中へ | 榎本温子、鈴木千尋                                                                   | 「夢の中へ」                                                                        | テレビアニメ『彼氏彼女の事情』エンディングテーマ                                      |
| 1999年   | |                                                                                      |                                                                                     |                                                                                       |
| 6月21日  | トライアングルセッション'99 | 日野本アカリ（飯塚雅弓）、日野本ユウキ（榎本温子）、日野本ノゾミ（山本麻里安）       | 「めざめ」                                                                          | ラジオ『まゆみ・あつこ・まりあのトライアングルセッション'99』前期オープニングテーマ   |
| 6月21日  | トライアングルセッション'99 | 日野本アカリ（飯塚雅弓）、日野本ユウキ（榎本温子）、日野本ノゾミ（山本麻里安）       | 「FLASH BACK」                                                                      | ラジオ『まゆみ・あつこ・まりあのトライアングルセッション'99』前期エンディングテーマ   |
| 6月21日  | トライアングルセッション'99 | 日野本アカリ（飯塚雅弓）、日野本ユウキ（榎本温子）、日野本ノゾミ（山本麻里安）       | 「夢を見た」                                                                        | ラジオ『まゆみ・あつこ・まりあのトライアングルセッション'99』後期オープニングテーマ   |
| 6月21日  | トライアングルセッション'99 | 日野本アカリ（飯塚雅弓）、日野本ユウキ（榎本温子）、日野本ノゾミ（山本麻里安）       | 「恋のチャンス3」                                                                   | ラジオ『まゆみ・あつこ・まりあのトライアングルセッション'99』 後期エンディングテーマ  |
| 11月3日  | KissからはじまるMiracle | STEEL ANGELS                                                                         | 「KissからはじまるMiracle」                                                         | テレビアニメ『鋼鉄天使くるみ』オープニングテーマ                                      |
| 11月3日  | KissからはじまるMiracle | STEEL ANGELS                                                                         | 「永遠の鋼鉄天使」                                                                  | テレビアニメ『鋼鉄天使くるみ』エンディングテーマ                                      |
| 12月15日 | トライアングルセッション'99 ボーカルミニアルバム Session1                                                                         | アカリ（飯塚雅弓）with ユウキ（榎本温子）＆ノゾミ（山本麻里安）                      | 「信じていいよね」 「なかなおりしましょ」                                           | ラジオ『まゆみ・あつこ・まりあのトライアングルセッション'99』関連曲                   |
| 2000年   | |                                                                                      |                                                                                     |                                                                                       |
| 3月23日  | トライアングルセッション'99 ボーカルミニアルバム Session2                                                                         | アカリ（飯塚雅弓）with ユウキ（榎本温子）&ノゾミ（山本麻里安）                       | 「mirage」 「true light」                                                           | ラジオ『まゆみ・あつこ・まりあのトライアングルセッション'99』関連曲                   |
| 2001年   | |                                                                                      |                                                                                     |                                                                                       |
| 4月25日  | KissからはじまるMiracle（2式） | STEEL ANGELS                                                                         | 「KissからはじまるMiracle（2式）」                                                  | テレビアニメ『鋼鉄天使くるみ2式』オープニングテーマ                                   |
| 4月25日  | KissからはじまるMiracle（2式） | STEEL ANGELS                                                                         | 「澄んだ青空の向こうに」                                                            | テレビアニメ『鋼鉄天使くるみ2式』エンディングテーマ                                   |
| 6月20日  | Pure Blue/Love Forever | 飯塚雅弓、榎本温子、山本麻里安                                                       | 「Pure Blue」                                                                       | テレビアニメ『チャンス〜トライアングルセッション〜』 オープニングテーマ               |
| 6月20日  | Pure Blue/Love Forever | 飯塚雅弓、榎本温子、山本麻里安                                                       | 「Love Forever」                                                                    | テレビアニメ『チャンス〜トライアングルセッション〜』 エンディングテーマ               |
| 7月25日  | Woo Yeah Woo Ah | 青山ユウキ（榎本温子）                                                               | 「Woo Yeah Woo Ah」 「Difference」                                                  | テレビアニメ『チャンス〜トライアングルセッション〜』挿入歌                            |
| 8月1日   | 鋼鉄天使くるみ2式 サウンドトラック with STEEL ANGELS II                                                                           | Angels                                                                               | 「はじまりの奇跡」                                                                  | OVA『鋼鉄天使くるみ零』主題歌                                                         |
| 2004年   | |                                                                                      |                                                                                     |                                                                                       |
| 9月1日   | Memories Off〜それから〜 キャラクターファイル 04.花祭果凛                                                                         | 花祭果凛（榎本温子）                                                                 | 「Progress」                                                                        | ゲーム『Memories Off 〜それから〜』関連曲                                             |
| 12月8日  | 彩 Trichromatic | オトメット                                                                           | 「彩 Trichromatic」                                                                 | テレビアニメ『流星戦隊ムスメット』オープニングテーマ                                  |
| 2006年   | |                                                                                      |                                                                                     |                                                                                       |
| 1月11日  | 白夜 featuring エイナ | エイナ（榎本温子）                                                                   | 「白夜 featuring エイナ」 「道なき道を〜ぼくらにしかできない事〜 featuring エイナ」 | テレビゲーム『サモンナイトエクステーゼ 夜明けの翼』イメージソング                     |
| 2月22日  | まかせて★スプラッシュ☆スター★/「笑うが勝ち!」でGO!                                                                                | うちやえゆか with Splash Stars                                                       | 「まかせて★スプラッシュ☆スター★」                                                   | テレビアニメ『ふたりはプリキュア Splash☆Star』オープニングテーマ                      |
| 7月21日  | ふたりはプリキュア Splash☆Star VocalアルバムI 〜Yes! プリキュアスマイル〜                                                         | 日向咲（樹元オリエ）、美翔舞（榎本温子）、フラッピ（山口勝平）、チョッピ（松来未祐） | 「ずっと、ずっと…ね」                                                               | テレビアニメ『ふたりはプリキュア Splash☆Star』関連曲                                  |
| 7月21日  | ふたりはプリキュア Splash☆Star VocalアルバムI 〜Yes! プリキュアスマイル〜                                                         | 日向咲（樹元オリエ）、美翔舞（榎本温子）、うちやえゆか                               | 「Yes! プリキュアスマイル♪〜夢に向かって〜」                                        | テレビアニメ『ふたりはプリキュア Splash☆Star』関連曲                                  |
| 7月21日  | ふたりはプリキュア Splash☆Star VocalアルバムI 〜Yes! プリキュアスマイル〜                                                         | 美翔舞（榎本温子）                                                                   | 「謎の行方」                                                                        | テレビアニメ『ふたりはプリキュア Splash☆Star』関連曲                                  |
| 11月22日 | ふたりはプリキュア Splash☆Star VocalアルバムII 〜奇跡の雫〜                                                                       | 美翔舞（榎本温子）                                                                   | 「A message of wind」                                                               | テレビアニメ『ふたりはプリキュア Splash☆Star』関連曲                                  |
| 11月22日 | ふたりはプリキュア Splash☆Star VocalアルバムII 〜奇跡の雫〜                                                                       | 日向咲（樹元オリエ）、美翔舞（榎本温子）                                             | 「バイセコー」                                                                      | テレビアニメ『ふたりはプリキュア Splash☆Star』関連曲                                  |
| 11月22日 | ふたりはプリキュア Splash☆Star VocalアルバムII 〜奇跡の雫〜                                                                       | 日向咲（樹元オリエ）、美翔舞（榎本温子）、うちやえゆか、五條真由美                   | 「Pa!っとハレバレじゃん♪」 「Girl's Work」                                          | テレビアニメ『ふたりはプリキュア Splash☆Star』関連曲                                  |
| 2007年   | |                                                                                      |                                                                                     |                                                                                       |
| 4月25日  | ふたりはプリキュア Splash☆Star ボーカルベスト!!                                                                                   | 日向咲（樹元オリエ）、美翔舞（榎本温子）                                             | 「ガンバランスdeダンス〜咲&舞〜」                                                   | アニメ映画『映画 ふたりはプリキュア Splash Star チクタク危機一髪!』エンディングテーマ |
| 10月26日 | イザヨイ正義 | ナツメ・イザヨイ（榎本温子）                                                         | 「イザヨイ正義」                                                                    | テレビゲーム『GALAXY ANGEL II 無限回廊の鍵』第7章エンディング                         |
| 2008年   | |                                                                                      |                                                                                     |                                                                                       |
| 11月26日 | Eternal Love大全集（永） | ナツメ・イザヨイ（榎本温子）                                                         | 「Eternal Love ナツメ・イザヨイVer.」                                               | 『ギャラクシーエンジェルII』関連曲                                                    |
| 2009年   | |                                                                                      |                                                                                     |                                                                                       |
| 1月7日   | 触れるならそっと | ナツメ・イザヨイ（榎本温子）                                                         | 「触れるならそっと」                                                                | テレビゲーム『GALAXY ANGEL II 永劫回帰の刻』第7章RAヒロインエンディング               |
| 2012年   | |                                                                                      |                                                                                     |                                                                                       |
| 10月24日 | カードファイト!! ヴァンガード アジアサーキット編 キャラクターソング vol.4 葛木カムイ&先導エミ「最高のトリガー!!」「笑顔にエール」 | 先導エミ（榎本温子）                                                                 | 「笑顔にエール」                                                                    | テレビアニメ『カードファイト!! ヴァンガード』関連曲                                   |

### その他参加楽曲
| 発売日        | 商品名                                             | 歌                                                        | 楽曲 | 備考                                                                  |
| ------------- | -------------------------------------------------- | --------------------------------------------------------- | --- | --------------------------------------------------------------------- |
| 1999年3月26日 | Setsu・Getsu・Ka                                   | 榎本温子、渡邉由紀、山本麻里安                            | 「Passion De Love」 「恋，してます。」 「Style」 「ありのまま Be My Love」 「Seek!」 「Setsu・Getsu・Ka」 | テレビアニメ『彼氏彼女の事情』関連曲                                  |
| 1999年3月26日 | Setsu・Getsu・Ka                                   | 榎本温子                                                  | 「夢の中へ（Yukino Version）」 「Love Is A Many-Splendored Thing」 「あなたがいてよかった」               | テレビアニメ『彼氏彼女の事情』関連曲                                  |
| 2000年2月10日 | dream power-翼なき者たちへ-                        | A・G・A・S                                                | 「dream power-翼なき者たちへ-」                                                                           | 文化放送A&Gゾーンイメージソング                                       |
| 2004年3月20日 | USO800                                             | ポアロ、今井麻美、榎本温子、浅野真澄、菊池志穂、O.T.Queen | 「BALSE」 「愛・おぼえていますか」                                                                        |                                                                       |
| 2015年9月3日  | We're ARKS!/レアドロ☆KOI☆恋!                       | PSO2放送局メンバー                                        | 「レアドロ☆KOI☆恋!」                                                                                      | オンラインゲーム『ファンタシースターオンライン2』ライブイベントソング |
| 2016年6月23日 | マスター・オブ・トルク オリジナル サウンドトラック | 榎本温子                                                  | 「輪廻のペリヘリオン」 「Let's go for a ride!」                                                           | Webアニメ『マスター・オブ・トルク』挿入歌                             |

## ライブ

### 合同ライブ
| 出演日        | タイトル                            | 会場         |
| ------------- | ----------------------------------- | ------------ |
| 2024年1月20日 | 全プリキュア 20th Anniversary LIVE! | 横浜アリーナ |

## その他

### 書籍
- 榎本温子写真集「TO*SHIN*DAI」
- 榎本温子photo book「22〜unreal〜」
- ユメノユクエ（声優デビュー10周年記念本）（発行：メディエイション、発売：飛鳥新社）